# William Townley
William "Billy" Townley (14. veljače 1866. – Blackpool, 30. svibnja 1950.) bio je engleski nogometaš i trener.
Postigao je prvi hat-trick u povijesti finala FA kupa, ali je najveći trag ostavio u Njemačkoj, iako je bio trener diljem Europe.
Preminuo je 30. svibnja 1950. godine u Blackpoolu u Engleskoj u 84. godini.

## Karijera

### Igračka karijera
Townleyjeva karijera je započela u Blackburn Olympicu. 1886. godine, pridružio se momčadi Blackburn Roversa i s njom osvojio FA kup 1890. i 1891. godine. U finalu kupa 1890., postigao je prvi hat-trick u povijesti finala FA kupa, utakmica je završila 6:1. 1891., Roversi su u finalu pobijedili rezultatom 3:1. Townley je imao ukupno četiri gola u finalima FA kupa, od njega je jedino uspješniji Liverpoolov Ian Rush, s pet golova. 
Townley je imao dva nastupa za Englesku reprezentaciju, 1889. i 1890. godine, u kojima je postigao ukupno dva gola. Godine 1894., prešao je u Darwen F.C., gdje je šest godina igrao, dok nije otišao u Manchester City, gdje je završio igračku karijeru teškom ozljedom glave.

### Trenerska karijera
Nakon igračkih godina, Townley je postao nogometnim trenerom. Townley je prvi trenerski angažman imao u Njemačkoj, trenirajući Deutscher FC Prag. Kasnije je otišao trenirati Karlsruher FV, kojeg je odveo do jedinog naslova prvaka u povijesti, 1910. godine. Sljedeće godine, otišao je u sjevernobavarski nogometni klub SpVgg Fürth. Klub je tih dana postao najveći u Njemačkoj, s oko 3.000 članova. Townley je Fürth odveo do prva dva naslova prvaka Bavarske (Ostkreismeisterschaft), što je označilo početak njihovih zlatnih godina, koje su trajale do '30-ih.
U prosincu 1913., Townley je dobio poziv iz FC Bayern Münchena, ali se vratio Fürth u travnju iduće godine i osvojio naslov prvaka Njemačke. Nakon toga, iako nije potpuno jasno, najvjerojatnije se vratio u München, prije Prvog svjetskog rata, koji je prekinuo sve sportske događaje na kontinentu.
1919., nakon rata, vratio se treniranju Bayerna, sve do 1921., a s njim je osvojio nekoliko regionalnih i lokalnih natjecanja. Nakon toga otišao je u švicarski FC St. Gallen, u kolovozu 1920. godine. Nakon Švicarske, Townley se vraća u Njemačku, točnije u Mannheim na trenerski angažman u SV Waldhofu. Tu je proveo dva mjeseca, na pripremama za južnonjemačko prvenstvo. Smatra se da je nakon Waldhofa otišao kratko trenirati u Švedsku, iz koje se brzo vratio i otišao u SC Victoriu Hamburg, gdje je sa sinom, koji je bio napadač kluba, proveo par sezona. 1923., William Townley se vraća u St. Gallen, gdje ostaje do veljače 1925. godine.
Za vrijeme treniranja švicarskog kluba, Townley je kratko 1924. trenirao nizozemsku reprezentaciju, i to za vrijeme Olimpijskih igrara 1924. u Parizu. U svibnju 1926., Townley se vraća SpVgg Fürthu pred finale prvenstva u kojem su pobijedili Herthu Berlin. Godinu kasnije, trenirao je finalista FSV-a iz Frankfurta. Godine 1930., Townley se po treći put vraća u Fürth; dok 60-ih godina života odlazi u tada jaku Arminiju iz Hannovera. Nije točno poznato koliko je dugo trenirao Arminiju, ali nije postigao veće uspjehe s njemačkim klubom.

## Nagrade i uspjesi
Igrač:
Blackburn Rovers
- Pobjednik FA kupa: 1890., 1891.

## Statistika

### Klupska statistika
| Razdoblje | Klub                   | God.        | Naslovi                 |
| --------- | ---------------------- | ----------- | ----------------------- |
| 18??.     | Blackburn (juniori)    |             |                         |
| 18??.     | Blackburn Olympic F.C. |             |                         |
| 1886.     | Blackburn Rovers       | 1890. 1891. | Prvaci kupa Prvaci kupa |
| 1894.     | Darwen F.C.            |             |                         |
| 1900.     | Manchester City        |             |                         |

### Reprezentacija
- 23. veljače 1889.—British Home Championship - Stoke: Engleska - Wales (4:1)
- 15. ožujka 1890.—British Home Championship - Belfast: Irska - Engleska (9:1)

### Trenerska statistika
| Razdoblje     | Klub                | God.      | Naslovi                             |
| ------------- | ------------------- | --------- | ----------------------------------- |
| 190?.-1909.   | Deutscher FC Prag   |           |                                     |
| 1909. – 1911. | Karlsruher FV       | 1910.     | Prvak Njemačke                      |
| 1911. – 1913. | SpVgg Fürth         | 1912 1913 | Bavarski prvak                      |
| 1914.         | FC Bayern München   |           |                                     |
| 1914.         | SpVgg Fürth         | 1914.     | Prvak Njemačke                      |
| 1914.         | FC Bayern München   |           |                                     |
| 1919. – 1921. | FC Bayern München   | 1920      | Prvak Münchena, Južnobavarski prvak |
| 1920.         | FC St. Gallen       |           |                                     |
| 1921.         | SV Waldhof Mannheim |           |                                     |
| 192?.-1923.   | SC Victoria Hamburg |           |                                     |
| 1923. – 1925. | FC St. Gallen       |           |                                     |
| 1924.         | Nizozemska          | 1924.     | OI, 4. mjesto                       |
| 1926. – 1927. | SpVgg Fürth         | 1926 1927 | Prvak Njemačke Južnonjemački prvak  |
| 192?.-19??.   | FSV Frankfurt       |           |                                     |
| 1930. – 1932. | SpVgg Fürth         | 1931      | Južnonjemački prvak                 |
| 1932. (?)     | Eintracht Hannover  |           |                                     |
| 1932. – 193?. | Arminia Hannover    | 1933      | Sjevernonjemački prvak              |

Nepotvrđeni angažmani:
- Švedska (?)
- FC Union Niederrad 07 (oko 1927./1930.)

## Vanjske poveznice
- SpVgg Greuther Fürth
- "El Bombin" - Priče o engleskim trenerima  Arhivirana inačica izvorne stranice od 5. srpnja 2006. (Wayback Machine)
- Billy Townley: Blackburn Rovers  Arhivirana inačica izvorne stranice od 20. listopada 2012. (Wayback Machine)
- Townleyjev profil o karijeri u engleskoj  Arhivirana inačica izvorne stranice od 13. studenoga 2006. (Wayback Machine)